# 피어PC
피어PC(PearPC)는 독립적인 아키텍처인 파워피씨 에뮬레이터로, 파워피씨 아키텍처에서 가동되는 OS X, 다윈, 리눅스를 파워피씨가 아닌 CPU에서 가동시킬수 있다. 피어PC는 GPL라이선스에 의해 배포되고 있으며, 마이크로소프트 윈도우, FreeBSD, 리눅스와 POSIX-X11기반의 운영체제에서 가동시킬수 있다. 피어PC의 공식 배포일자는 2004년 5월 10일이다.
피어PC는 실시간 프로세서 에뮬레이터로, 실시간으로 X86 프로세서 코드를 파워피씨 프로세서의 코드로 변환시킨다. X86 아키텍처에서만 돌아가는 실시간 에뮬레이터이지만, 이 에뮬레이터는 아키텍처 독립적인 포괄적 프로세서 에뮬레이터보다 10배나 더 빠른 속도로 번역한다. 그러나, 데비안에 포함된 피어PC의 도움말에선 일반 네이티브 코드를 실행시키는 것보다 실시간 번역기가 심지어 40배나 더 느리다고 말하고 있다.
2005년 12월부터 피어PC의 프로젝트는 중단된 듯 보이지만, 피어PC는 빠른 속도와 안정성, 그리고 여러 장점을 가지고 있다. 피어PC 빌드에 포함된 AltiVec 에뮬레이션은 파워피씨 G4가 필요한 애플리케이션을 가동하나, 이 빌드를 사용하여 맥 OS X 타이거를 돌리기엔 수많은 문제들이 산적되어 있으며, 아직 문제가 해결되지도 않았다. 또한 피어PC에선 OS X의 쿼츠 익스트림이라 알려진 하드웨어 가속을 통한 GUI에 대한 높은 퍼포먼스를 제공하기 위해 그래픽 가속 지원을 지원하려고 하고 있으나, 현재의 피어PC는 지원을 하지 않고 있다.

## 같이 보기
- 해킨토시